# Alegeri legislative în Ucraina, 2014
Alegerile parlamentare anticipate din 2014 in Ucraina au avut loc pe data de 26 octombrie 2014.
În Rada Supremă au intrat 6 partide: Blocul Petro Poroșenko, Frontul Popular a prim-ministrului Arseni Iațeniuk, Alianța „Autoajutor” a primarului din Lviv Andrii Sadovîi, Blocul Opoziției al foștilor aliați lui Viktor Ianukovici, Partidul Radical al lui Oleg Liașko și Uniunea Panucraineană "Patria".

## Rezultate

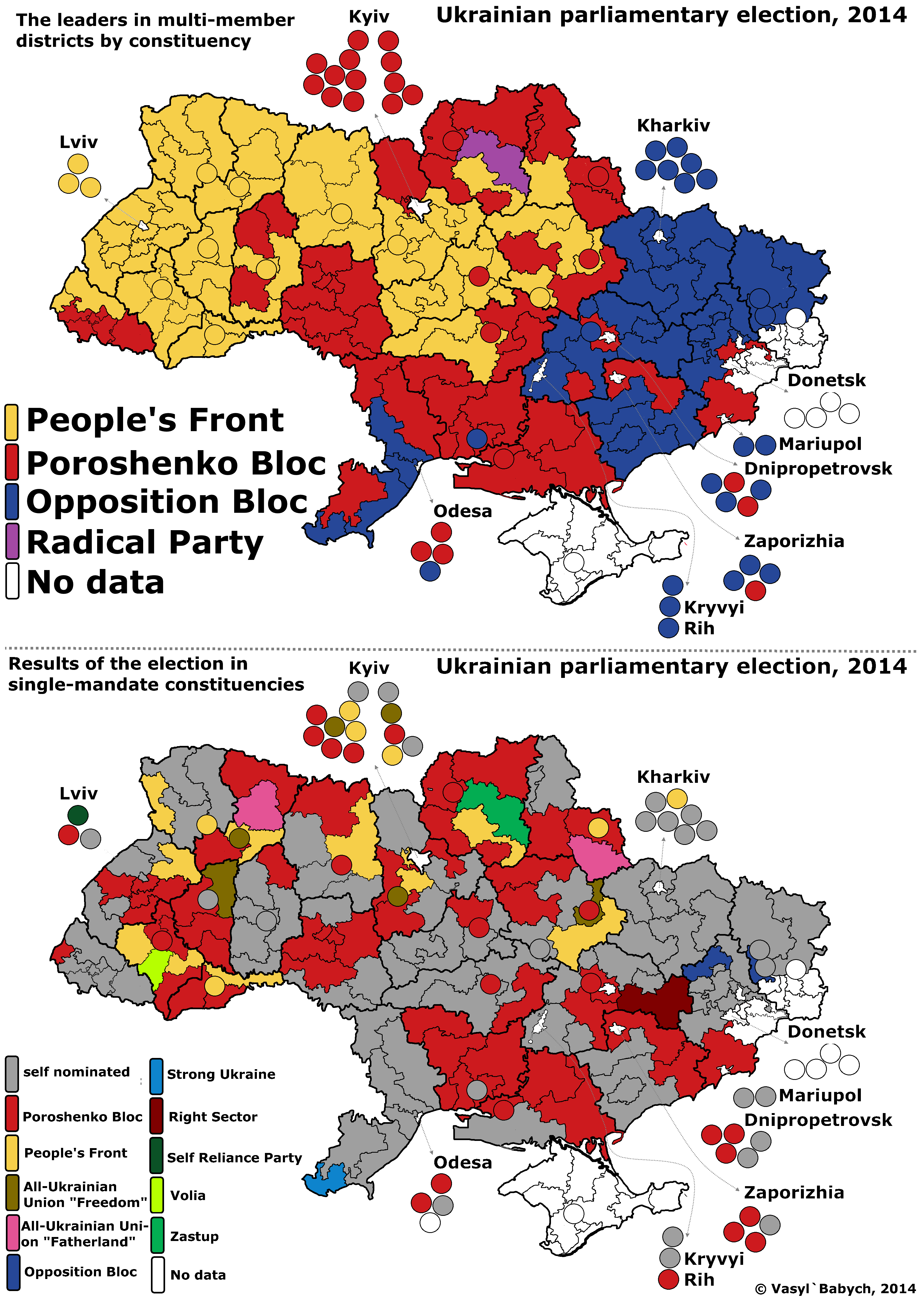
Blocul Petro Poroșenko
Frontul Popular
Blocul Opoziției

Rezultatele alegerilor legislative din 26 octombrie 2014 din Ucraina
| Partide și coaliții            | Partide și coaliții                   | Voturi    | %      | creștere/ descreștere | Locuri |
| ------------------------------ | ------------------------------------- | --------- | ------ | --------------------- | ------ |
|                                | Frontul Popular                       | 3.488.114 | 22,14% | —                     | 82     |
|                                | Blocul Petro Poroșenko                | 3.437.521 | 21,82% | —                     | 132    |
|                                | Alianța „Autoajutor”                  | 1.729.271 | 10,97% | —                     | 33     |
|                                | Blocul Opoziției                      | 1.486.203 | 9,43%  | —                     | 29     |
|                                | Partidul Radical al lui Oleg Liașko   | 1.173.131 | 7,44%  | ▲6.36%                | 22     |
|                                | Uniunea Panucraineană „Patria”        | 894.837   | 5,68%  | ▼ 19.86%              | 19     |
|                                | Uniunea Panucraineană „Libertatea”    | 742.022   | 4,71%  | ▼ 5.73%               | 6      |
|                                | Partidul Comunist din Ucraina         | 611.923   | 3,88%  | ▼ 9.3%                | —      |
|                                | Ucraina Puternică                     | 491.471   | 3,11%  | —                     | 1      |
|                                | Poziția Civică                        | 489.523   | 3,10%  | —                     | —      |
|                                | Uniunea Panucraineană Agrară „Zastup” | 489.523   | 2,65%  | —                     | 1      |
|                                | Sectorul de Dreapta                   | 284.943   | 1,80%  | —                     | 1      |
|                                | Alte partide                          | 506.541   | 3,19%  | —                     | —      |
|                                | Independenți                          | —         | —      | —                     | 96     |
|                                | Locuri vacante                        | —         | —      | —                     | 27     |
| Total (prezența la vot 52,42%) | Total (prezența la vot 52,42%)        |           | 100.00 | —                     | 450    |

## Legături externe
- Ucraina: alegeri parlamentare în vreme de război
- Frontul Popular a câștigat alegerile pentru Rada Supremă a Ucrainei Arhivat în 7 decembrie 2014, la Wayback Machine.
- Blocul Poroșenko va avea cele mai multe mandate în parlament Arhivat în 11 decembrie 2014, la Wayback Machine.